# 什克羅博季夫卡
50°0′14″N 26°11′10″E / 50.00389°N 26.18611°E
什克羅博季夫卡（烏克蘭語：Шкроботівка）是位於烏克蘭西部特諾皮爾州裏克列梅涅茨區的村莊，始建於1870年，面積1.73平方公里，2001年人口578，人口密度每平方公里330.1人。